# محافظة وادي الفرع
محافظة وادي الفرع هي محافظة سعودية تابعة لمنطقة المدينة المنورة. تقع المحافظة جنوب المدينة المنورة على بعد نحو 125 كم على طريق (المدينة المنورة / مكة المكرمة)، وتبلغ مساحة المحافظة حوالي 2164,8 كم2، حيث تقدر بنحو 8,6% من إجمالي مساحة نطاق المدينة المنورة ومراكزها، وتضم المحافظة 40 قرية. وبلغ عدد سكان محافظة وادي الفرع (23,120) نسمة حسب تعداد السعودية 2022.

## نبذة
وادي الفرع أحد أشهر أودية شبه الجزيرة العربية ، يقع في جنوب المدينة المنورة ويبعد عن المدينة 125 كم.جنوباً على الطريق السريع بين مكة المكرمة والمدينة المنورة، سكانه من بني عمرو من قبيلة حرب يشتهر باسم وادي بني عمرو ويسمى أيضا وادي النخيل وكان وادي الفرع يمر به طريق القوافل القديمة بين المدينتين المقدستين مكة المكرمة والمدينة المنورة ويعتبر الطريق الفرعي الثاني بعد الطريق السلطاني عبر أم البرك والمسيجيد، وسمي بالطريق الفرعي لاختراقه قرى وادي الفرع من رابغ حتى يصل إلى آبار الماشي في المدينة المنورة، وفي الوقت الحاضر تسير الجهود على ربط وادي الفرع بامتداد الطريق الأسفلتي من مفرق الطريق السريع بين مكة والمدينة إلى رابغ نظراً لأهميته في إنعاش المنطقة وربطها بأسواق بيع المحاصيل الزراعية في رابغ والمدينة، وتضم المحافظة 40 مركزاً والكثير من القرى.

## جغرافياً

### جيولوجيا
يغلب على التركيب الجيولوجي بمحافظة وادي الفرع الطفوح البركانية البازلتية (امتداد لحرة رهط) بالقطاع الشرقي حيث تمثل حوالي 53,8% من مساحة المحافظة وتنتشر الفوهات البركانية بالحرة. كما تتكثف الصدوع الظاهرة والمحدبة والمقعرة الموازية البحر الأحمر والمتعامدة عليه بالقرب من الفقير والسدرة، وينقسم المحافظة إلى نوعين من التربة السطحية، حممم بركانية ذات انحدار يتراوح من صفر إلى 20% بالقطاع الشرقي وبروزات صخرية وجبال بالقطاع الغربي، وتمثل الجبال نحو 4.7% من اجمالي مساحة المحافظة، وتشير الدراسات الجيولوجية إلى وجود طبقة ثانوية حاملة للمياه (البازلت) ممتدة تحت حرة رهط.

### الموقع
تقع محافظة وادي الفرع جنوب منطقة المدينة المنورة على طريق السريع الرباط بين المدينة المنورة ومكة المكرمة، وتبعد عن المدينة المنورة حوالي 125 كم. وتبعد عن محافظة رابغ حوالي 150 كم. وعن مكة المكرمة حوالي 330 كم.

### المناخ
تتميز منطقة المدينة المنورة بمناخ جاف، إذ يسود بها المناخ الصحراوي، والذي يتميز بالجفاف وقلة سقوط الأمطار، ودرجات حرارة عالية تتراوح بين 30° و45° مئوية في فصل الصيف، أما في فصل الشتاء فيكون الجو ممطرًا، ويكثر هطول المطر.

## الخدمات الحكومية
ومتوفر فيها كل الإدارات الحكومية و المدارس وخدمات البلديه وجميع الخدمات.
حظيت اهتمام من الحكومة وأمراء منطقة المدينة من مدارس ابتدائي ومتوسط وثانوي ومعاهد. ويوجد فيها مراكز صحية و مستشفى متكامل من جميع النواحي ويخدم أهل المحافظة والقرى المجاورة. وسوف يفتتح عن قريب فروع جامعة طيبة في المحافظة.

## الزراعة
تعتبر الزراعة هي النشاط الاقتصادي الأساسي بالمحافظة حيث تتركز في تجمعات الفقير والسدرة ووادي العطشان، وتتوافر المياه في العيون الجارية بهذه التجمعات. وتقتصر الأنشطة التجارية والصناعية على توفير المواد الغذائية والورش التي تخدم سكان المحافظة. ويعتبر الرعي المصدر الثاني للدخل بعد الزراعة حيث يعمل به عدد كبير من السكان، ويتم الرعي غرب الطريق السريع منطقة الحرة وجبال وادي العطشان وقرية الفيفا.

### المياه والأبار
يتم توفير مياه الشرب لمحافظة وادي الفرع بنقل المياه من آبار وزارة البيئة والمياه والزراعة، وتوجد شبكة مياه تابعة لوزارة الزراعة تغذى نحو 50% من قرية الفقير، ويتم التخلص من مياه الصرف الصحي من خلال الصرف الصحى ذات القاع المفتوح والتي يتم نزحها بالجهود الذاتية. وبالنسبة للمخلفات الصلبة يتم جمعها يوميا والتخلص منها بالطمر الصحي في مرامي تابعة للمحافظة.

## المراكز التابعة
تضم المحافظة عدداً من المراكز الإدارية، وهي:
- مركز الفقير
- مركز الأكحل
- مركز ام العيال
- مركز أبو ضباع
- مركز الهندية
- مركز ام البرك
- مركز مغيسل
- مركز صوري
- مركز الحمنة

## الطرق
تخترق المحافظة طريق الهجرة السريع (المدينة المنورة/ مكة المكرمة) بطول حوالي 30كم، أما الطرق الداخلية فجميعها ترابية وغير ممهدة فيما عدا طريق (الفقير/ أبو ضباع)، وتبلغ مساحة الطرق المرصوفة والترابية حوالي 19,3 كم2، تمثل الطرق الترابية منها نحو 10,4%، ويرجع السبب في انخفاض نسبة الطرق الترابية بالمحافظة إلى مرور طريق الهجرة السريع به مما رفع نسبة الطرق المرصوفة، بالإضافة إلى ارتفاع نسبة الحرات والمناطق الجبلية بالمحافظة.